# Paul de Vooght
P. Paul de Vooght OSB (8. července 1900, Antverpy – 2. listopadu 1983, Brusel) byl belgický benediktin, dogmatik, historik a husitolog. Za první republiky byl krátce novicmistrem a později tři roky převorem pražského břevnovského kláštera.

## Život
Paul de Vooght se narodil v Belgii a v mládí vstoupil do benediktinského řádu v opatství Mont Césare v Lovani. Vystudoval teologii a byl vysvěcen na kněze. Jeho teologickou specializací byla dogmatika.
V roce 1932 se na základě prosby břevnovsko - broumovského opata Dominika Prokopa OSB dostal na Břevnov, kde působil krátce jako novicmistr (mezi jeho novice patřil budoucí břevnovský arciopat Anastáz J. Opasek OSB) a následně byl jmenován převorem.  Paul De Vooght OSB v této době obnovil na Břevnově pěstování gregoriánského chorálu.
V Československu se setkal s tématem husitství a začal se podrobně zajímat o osobu Jana Husa. V souvislosti s tím si na výborné úrovni osvojil český jazyk. V roce 1936 se vrátil do Belgie a zemřel v Bruselu 2. listopadu 1983.

## Zkoumání života a díla Jana Husa
Ve zkoumání života a díla Husova pokračoval i po návratu do Belgie. Plodem tohoto zkoumání bylo následně několik knih, zabývajících se osobou Husovou, jeho naukou a kostnickým procesem. Vooght dospěl k názoru, že v Husově díle sice existují určité problematické prvky, v zásadních otázkách však že se drží katolické nauky, a proto jej nelze označit v pravém slova smyslu za heretika. Říkal, že pokud v katolické církvi existují snahy o pochopení snah Martina Luthera, který se od církve oddělil, tím spíše by měly tyto snahy být u Jana Husa, který se nikdy od církve oddělit nechtěl. Snažil se také Jana Husa "odideologizovat". Z těchto snah vzešla roku 1960 jeho kniha L'hérésie de Jean Hus (Kacířství Jana Husa) a jiné publikace. K Paulu de Vooghtovi se v roce 2015 v úvodu své knihy Husovská dilemata přihlásil český teolog Ctirad Václav Pospíšil.

## Dílo
- L'hérésie de Jean Hus
- Jean Huss peut-il être réhabilité?
- Hussiana
- La notion d’„Eglise-assemblée des prédestinés“ dans la théologie hussite primitive
- Les sources de la doctrine chrétienne
- La confrontation des theses hussites et romaines au concile de Bâle (Janvier-Avril 1433)
- Jacobellus de Stříbro († 1429), premier théologien du hussitisme